# Kwame Quee
Kwame Quee (ur. 7 września 1996 we Freetown) – sierraleoński piłkarz grający na pozycji środkowego pomocnika. Od 2022 jest zawodnikiem klubu Najran SC.

## Kariera piłkarska
Swoją piłkarską karierę Quee rozpoczął w klubie FC Johansen, w barwach którego w sezonie 2011/2012 zadebiutował w sierraleońskiej Premier League. Grał w nim do końca 2016.
Na początku 2017 Quee został wypożyczony do islandzkiego klubu Vikingur Ólafsvík, w którym swój debiut zaliczył 14 maja 2017 w wygranym 3:1 wyjazdowym meczu z Grindavíkiem. Na koniec sezonu 2017 spadł z Vikingurem do 1. deild. W Vikingurze grał również w sezonie 2018.
W lutym 2019 Quee przeszedł do Breiðabliku. Swój debiut w nim zanotował 19 maja 2019 w przegranym 0:1 domowym meczu z ÍA Akranes. W sezonie 2019 wywalczył z nim wicemistrzostwo Islandii.
W połowie 2019 roku Quee odszedł na wypożyczenie do Vikinguru Reykjavík. Zadebiutował w nim 1 lipca 2019 w zremisowanym 0:0 domowym meczu z ÍA Akranes. W sezonie 2019 zdobył z nim Puchar Islandii. W 2020 roku ponownie był wypożyczony z Breiðabliku do Vikinguru, a w 2021 trafił do tego klubu na stałe. W sezonie 2021 sięgnął z Vikingurem po dublet – mistrzostwo i Puchar Islandii.
Na początku 2022 roku Quee został zawodnikiem saudyjskiego klubu Najran SC.
| Sezon   | Klub               | Kraj         | Rozgrywki      | Mecze | Gole |
| ------- | ------------------ | ------------ | -------------- | ----- | ---- |
| 2011/12 | FC Johansen        | Sierra Leone | Premier League | ?     | ?    |
| 2013    | FC Johansen        | Sierra Leone | Premier League | ?     | ?    |
| 2014    | FC Johansen        | Sierra Leone | Premier League | ?     | ?    |
| 2015    | FC Johansen        | Sierra Leone | Premier League | ?     | ?    |
| 2016    | FC Johansen        | Sierra Leone | Premier League | ?     | ?    |
| 2017    | Vikingur Ólafsvík  | Islandia     | Úrvalsdeild    | 15    | 3    |
| 2018    | Vikingur Ólafsvík  | Islandia     | 1. deild       | 21    | 11   |
| 2019    | Breiðablik         | Islandia     | Úrvalsdeild    | 1     | 0    |
| 2019    | Vikingur Reykjavík | Islandia     | Úrvalsdeild    | 12    | 4    |
| 2020    | Breiðablik         | Islandia     | Úrvalsdeild    | 10    | 0    |
| 2020    | Vikingur Reykjavík | Islandia     | Úrvalsdeild    | 6     | 1    |
| 2021    | Vikingur Reykjavík | Islandia     | Úrvalsdeild    | 15    | 3    |

## Kariera reprezentacyjna
W reprezentacji Sierra Leone Quee zadebiutował 2 grudnia 2012 w zremisowanym 0:0 meczu Mistrzostw Narodów Afryki 2014 z Gwineą, rozegranym w Konakry. W 2022 roku został powołany do kadry na Puchar Narodów Afryki 2021. Rozegrał na nim trzy mecze grupowe: z Algierią (0:0), z Wybrzeżem Kości Słoniowej (2:2) i z Gwineą Równikową (0:1).